# Alain N’Kong
Alain Mosley N’Kong (* 6. April 1979 in Yaoundé) ist ein kamerunischer Fußballspieler.

## Karriere

### Verein
Der 1,78 Meter große Offensivakteur N’Kong stand in den Jahren 1998 bis 2000 in Reihen von Canon Yaoundé und erzielte in diesem Zeitraum 14 Treffer bei 63 Einsätzen. In der Saison 2000/01 folgte eine Station in Portugal beim SC Freamunde. In den Jahren 2001 und 2002 spielte er für den uruguayischen Hauptstadtklub Villa Española. In der Spielzeit 2002/03 war UD Las Palmas sein Arbeitgeber. In der Saison 2003/04 folgte ein Engagement beim portugiesischen Klub FC Paços de Ferreira. 2004 bestritt er zehn Erstligapartien für Nacional Montevideo. In den Jahren 2005 und 2006 stand er bei den Colorado Rapids in der amerikanischen Major League unter Vertrag. Daraufhin wechselte er zum CF Atlante.
Seit 2013 spielt er in Indonesien für Persepam.

### Nationalmannschaft
Er vertrat Kamerun in verschiedenen Jugendauswahlmannschaften und debütierte in der Nationalmannschaft 2001 bei der Qualifikation zur Weltmeisterschaft 2002. Bei der Afrikameisterschaft 2008 gehörte N’Kong zum Aufgebot der Kameruner und schoss seine Mannschaft mit seinem 1:0 gegen Gastgeber Ghana ins Endspiel, welches man mit 0:1 gegen Ägypten verlor.